# Hoya thailandica
Hoya thailandica ist eine Pflanzenart der Gattung der Wachsblumen (Hoya) aus der Unterfamilie der Seidenpflanzengewächse (Asclepiadoideae).

## Merkmale
Hoya thailandica ist eine kletternde Pflanze mit windenden Trieben, die in unregelmäßigen Abständen verzweigt sind. Die Triebe sind zylindrisch, etwas sukkulent und kahl. Die Internodien sind 10 bis 20 cm (selten bis 25 cm) lang. Die Blätter sind gestielt, die Blattstiele sind 4 bis 6 cm lang und 2 bis 2,5 mm dick. Die lederigen Blattspreiten sind eiförmig bis elliptisch, 8 bis 12 cm lang und 6 bis 8 cm breit. Der Apex ist fein zugespitzt, die Basis abgerundet keilförmig. Ober- und Unterseite sind kahl, die Oberseite ist glänzen, die Unterseite eher matt. Die Blattnervatur besteht aus 3 bis 4 Paaren.
Der nach unten hängende, doldenförmige Blütenstand mit halbkugeliger Oberseite entspringt den Blattachseln und enthält 10 bis 15 Blüten. Der Blütenstandsstiel ist 4 bis 6 cm lang und kahl. Die Blütenstiele sind 2,5 bis 4 cm lang. Die bewimperten, blassgrünen Kelchblätter sind boot- bis kapuzenförmig, 6  bis 8 mm lang und 6 bis 7 mm breit. Die weiße, radförmige Blütenkrone hat ausgebreitet einen Durchmesser von 2 cm. Die Kronblattzipfel sind breit-eiförmig, 5 mm lang und 6 mm breit und abrupt zugespitzt. Sie sind auf der Oberseite flaumhaarig, die Ränder sind zurück gebogen, die Außenseite ist kahl. Die Nebenkrone ist purpurrot und hat einen Durchmesser von 7 mm. Die horizontal ausgebreiteten Nebenkronenzipfel sind eiförmig, 3 mm lang und 2,5 mm breit. Sie sind auf der Oberseite mittig konkav eingesenkt, auf der Unterseite rinnig eingetieft. Der äußere Fortsatz ist rund, der innere Fortsatz zugespitzt und aufsteigend. Der Griffelkopf ist im Querschnitt annähernd quadratisch und nach oben konisch. Die Pollinien sind länglich, ca. 1 mm lang und 0,3 mm breit. Die Caudiculae sind geflügelt. Die Staubbeutelfortsätze überdecken den Griffelkopf. Früchte und Samen wurden nicht beobachtet.

## Ähnliche Arten
Hoya thailandica ist nach dem Habitus und der Form der Blätter am nächsten mit Hoya australis subsp. tenuis verwandt. Charakteristisch für Hoya thailandica sind aber die langen Blütenstandsstiele und die großen, boot- bis kapuzenförmigen Kelchblätter.

## Geographische Verbreitung und Habitat
Das Verbreitungsgebiet der Art ist auf die Region um den Berg Doi Inthanon in der Provinz Chiang Mai, Thailand beschränkt. Die Art wächst dort in immergrünen Bergregenwäldern in 2000 m Höhe über dem Meeresspiegel.

## Taxonomie
Das Taxon wurde 2001 von Obchant Thaithong beschrieben. Es wird von Plants of the World online als gültiges Taxon akzeptiert. Der Holotyp im Herbarium der Universität Aarhus, Dänemark und im Plant Varieties Protection Office Bangkok, Thailand aufbewahrt (unter Thaithong 1488).